# Людингхаузен (замок)
Людингхаузен (нем. Burg Lüdinghausen) — замок на воде, расположенный в одноимённом городе в районе Косфельд.
Замок был построен в XII веке. В XVI веке Готфрид фон Расфельд перестроил его, придав типичный вид для эпохи Ренессанса. Башня и западное крыло построены в конце XIX века.
Замок в настоящее время используется для выставок и заседаний Совета. В богато украшенном геральдикой зале иногда проводятся концерты.
Наряду с замками Вишеринг и Вольфсберг замок Людингхаузен образует комплекс памятников города.